# 가곡중학교
가곡중학교(柯谷中學校)는 대한민국 강원특별자치도 삼척시 가곡면 오저리에 있는 공립 중학교이다.

## 학교 연혁
- 1974년 1월 5일 : 원덕중학교 가곡분교 설립인가(전체 6학급)
- 1974년 3월 15일 : 원덕중학교 가곡분교 개교(2학급)
- 1976년 3월 1일 : 가곡중학교 개교
- 1977년 2월 14일 : 제1회 졸업식 거행(81명)
- 2023년 3월 1일 : 제30대 권영길 교장 취임
- 2024년 1월 3일 : 제48회 졸업식(2명 졸업, 누계 2,230명)
- 2024년 3월 4일 : 2024학년도 입학식(신입생 1명)

## 참고 자료
- 가곡중학교 - 한국교육학술정보원 학교알리미